# Louisa Baïleche
Louisa Baïleche (* 4. Januar 1977 bei Paris) ist eine französische Sängerin, Tänzerin und Darstellerin. Sie feierte in verschiedenen künstlerischen Genres Erfolge.

## Leben und Wirken
Baïleche wurde als Tochter einer italienischen Mutter und eines kabylischen Vaters geboren.
In ihrer Karriere trat sie unter anderem in der Comédie-Française auf. In der französischen Fassung des Musicals Nine spielte sie in den Folies Bergère in Paris.
2003 vertrat Baïleche Frankreich in Riga beim Eurovision Song Contest. Mit ihrer Ballade Monts et Merveilles belegte sie den 18. Rang.